# غازي حسين (سياسي)
غازي حسين هو سياسيٌ فلسطيني، ولد بتاريخ 10/9/1938 للميلاد في بلدة سلمة التابعة لـ (قضاء يافا).

## دراسته
أنهى الدراسة الابتدائية والثانوية في كلية النجاح الوطنية.وإنتخب عام 1954 كرئيس لمؤتمر الطلبة الأردني بلواء نابلس.
بدأ دراسة الحقوق في الجامعة السورية بدمشق وأكملها في ألمانيا ونال هناك الماجستير في الحقوق عام 1962، ودكتوراه في القانون الدولي عام 1966، ودكتوراه في العلوم الحقوقية عام 1974.

## أعماله ومهامه
مارس تدريس القانون الدولي في جامعات ألمانيا ودمشق (المعهد العالي للعلوم السياسية).
عمل كمستشار في القصر الجمهوري بدمشق وكسفير لمنظمة التحرير الفلسطينية لدى الحكومة النمساوية في فيينا، وكممثل للمنظمة لدى الوكالة الدولية للطاقة الذرية، ووكالة التنمية الصناعية (يونيدو) في فيينا. وشارك في أهم المؤتمرات الدولية التي عالجت قضية فلسطين والصراع العربي الصهيوني.
يعمل كمستشار قانوني ورئيس إدارة في الدائرة السياسية لمنظمة التحرير الفلسطينية بدمشق، وعضو في المكتب التنفيذي لاتحاد الكتاب العرب، وعضو الأمانة العامة للاتحاد العام للكتاب والصحفيين والفلسطينيين، وأمين سر اللجنة العربية لمكافحة الصهيونية والعنصرية.

## مؤلفاته وكتاباته[1]
1-إسرائيل الكبرى والهجرة اليهودية- دراسة.1992.
2-الفكر السياسي الفلسطيني-1963- 1988-عام 1993.
3-الصهيونية ايديولوجية عنصرية كالنازية (بالعربية عام 1968) و (الألمانية عام 1971).
4-الغزو الإسرائيلي للبنان- (مجموعة من الباحثين) دمشق 1983.
5- انتهاك إسرائيل لحقوق الإنسان العربي عام 1969.
6- الهجرة اليهودية وأثرها على طاقات إسرائيل الاقتصادية والعسكرية عام 1974 بالعربية وعام 1975 بالإنكليزية.
7- فلسطين والأمم المتحدة عام 1975.
8- عدالة وسلام من أجل القدس، باللغة الألمانية في فيينا، عام 1979.
9- النظام الإقليمي والسوق الشرق أوسطية عام 1994.
10- الصراع العربي - الإسرائيلي والشرعية الدولية عام 1995.
11- الشرق أوسطية إسرائيل العظمى، دمشق 1995.
12- الصهيونية زرع واقتلاع (اتحاد الكتاب العرب - دمشق) 1966.
13- ياسر عرفات من التوريط إلى التفريط - دمشق 1996.
14- القمم والمؤتمرات الاقتصادية والأمنية: من التطبيع إلى الهيمنة - اتحاد الكتاب العرب - دمشق عام 1998.
15- ياسر عرفات والحل الصهيوني لقضية فلسطين.مطبعة الزرعي - دمشق 1999.

## المصدر
- الدكتور غازي حسين